# Chemesthesis
Chemestesis é a sensibilidade química da pele e das membranas mucosas. Essas sensações surgem quando compostos químicos ativam os receptores associados com outros sentidos relacionados com a dor, tato e percepção térmica. Essas reações químicas induzidas não se encaixam nas categorias tradicionais como o paladar e olfato. Exemplos das sensações incluem a irritação do tipo apimentado, a frescura do mentol em anti-sépticos bucais e cremes analgésicos tópicos, as picadas ou formigueiro a água carbonatada no nariz e na boca, e a lágrima induzida pela cebola. Estas sensações também podem ser referidas como qualidades picantes.

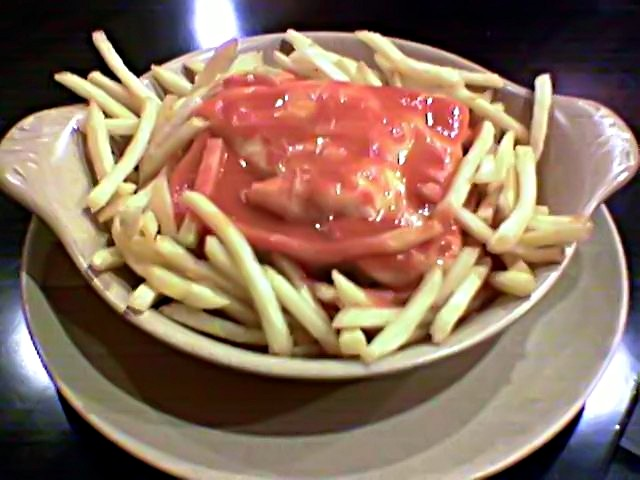
A Francesinha, um prato típico da cidade do Porto, tem um forte componente picante graças à Pimenta-malagueta.

Sensações que envolvem quemestese surgem por ativação química direta dos canais de iões nas fibras nervosas sensoriais, por exemplo, do canal receptor potencial transitório incluindo os dos subtipos TRPV, trpA ou TRPM. Alternativamente, os produtos químicos irritantes podem ativar as células do epitélio para libertar substâncias que podem ativar as fibras do nervo indiretamente. As vias respiratórias, incluindo o nariz e a traqueia, possuem células especializadas, chamadas células solitárias sensoriais que libertam acetilcolina ou outros ativadores para excitar as fibras nervosas vizinhas.
Porque as fibras nervosas que dão resposta a essas sensações estão presentes em todos os tipos de pele, elas podem ser geradas em qualquer lugar da superfície do corpo, bem como a partir de superfícies mucosas do nariz, da boca, olhos e membranas que são geralmente mais sensíveis aos estímulos desse tipo por falta da função de barreira da pele.
Muito das sensações de sabor dessa índole são mediadas pelos nervos trigeminais, que são relativamente grandes e de suma importância. Sabores que estimulam os nervos trigêmeos são importantes - por exemplo, o dióxido de carbono é o estimulante do trigêmeo nas bebidas carbonatadas.